# Altenmarkt an der Triesting
Altenmarkt an der Triesting ist eine Marktgemeinde mit 2154 Einwohnern (Stand 1. Jänner 2025) am südlichen Rand des Wienerwalds am alten Pilgerweg Via Sacra ca. 30 km südwestlich von Wien im Triestingtal.

## Geographie
Der Hauptort Altenmarkt und Thenneberg liegen im Talboden des Triestingtales und damit an der in diesem Abschnitt stillgelegten Leobersdorfer Bahn und an der Triestingtalbundesstraße B18. Die anderen Dörfer liegen etwas abseits: Klein-Mariazell und St. Corona in einem Seitental Richtung Klausenleopoldsdorf, die Orte Nöstach und Hafnerberg am gleichnamigen Gebirgspass Hafnerberg in Richtung Alland.

### Gemeindegliederung
Das Gemeindegebiet umfasst folgende Ortschaften (Altenmarkt an der Triesting: Markt, sonst: Dörfer). In Klammern Einwohnerzahlen Stand 1. Jänner 2025:
- Altenmarkt an der Triesting (533)
- Berg und Graben
- Dörfl
- Dornau
- Hafnerberg
- Höfnergraben
- Klauswies
- Klein-Mariazell (219)
- Kogel-Siedlung
- Neuwald
- Nöstach (389)
- Reitel-Graben
- St. Corona am Schöpfl (320)
- Sankt Coronastraße
- Sulzbach (76)
- Tal
- Taßhof
- Thenneberg (617)
- Wallgraben

Die Gemeinde besteht aus den Katastralgemeinden Altenmarkt, Kleinmariazell, Nöstach, St. Corona und Thenneberg.

### Nachbargemeinden
- im Bezirk Baden
  - Alland mit den Dörfern Groisbach, Mayerling, Maria Raisenmarkt, Untermeierhof und Holzschlag.
  - Klausen-Leopoldsdorf
  - Weissenbach mit den Dörfern Neuhaus, Schwarzensee und Gadenweith.
  - Furth
- im Bezirk Lilienfeld
  - Kaumberg
- im Bezirk St. Pölten
  - Brand-Laaben

| Brand-Laaben (Bez. St. Pölten) |                                             | Klausen-Leopoldsdorf         |
| Kaumberg (Bez. Lilienfeld)     | Kompassrose, die auf Nachbargemeinden zeigt | Alland                       |
|                                | Furth an der Triesting                      | Weissenbach an der Triesting |

## Geschichte

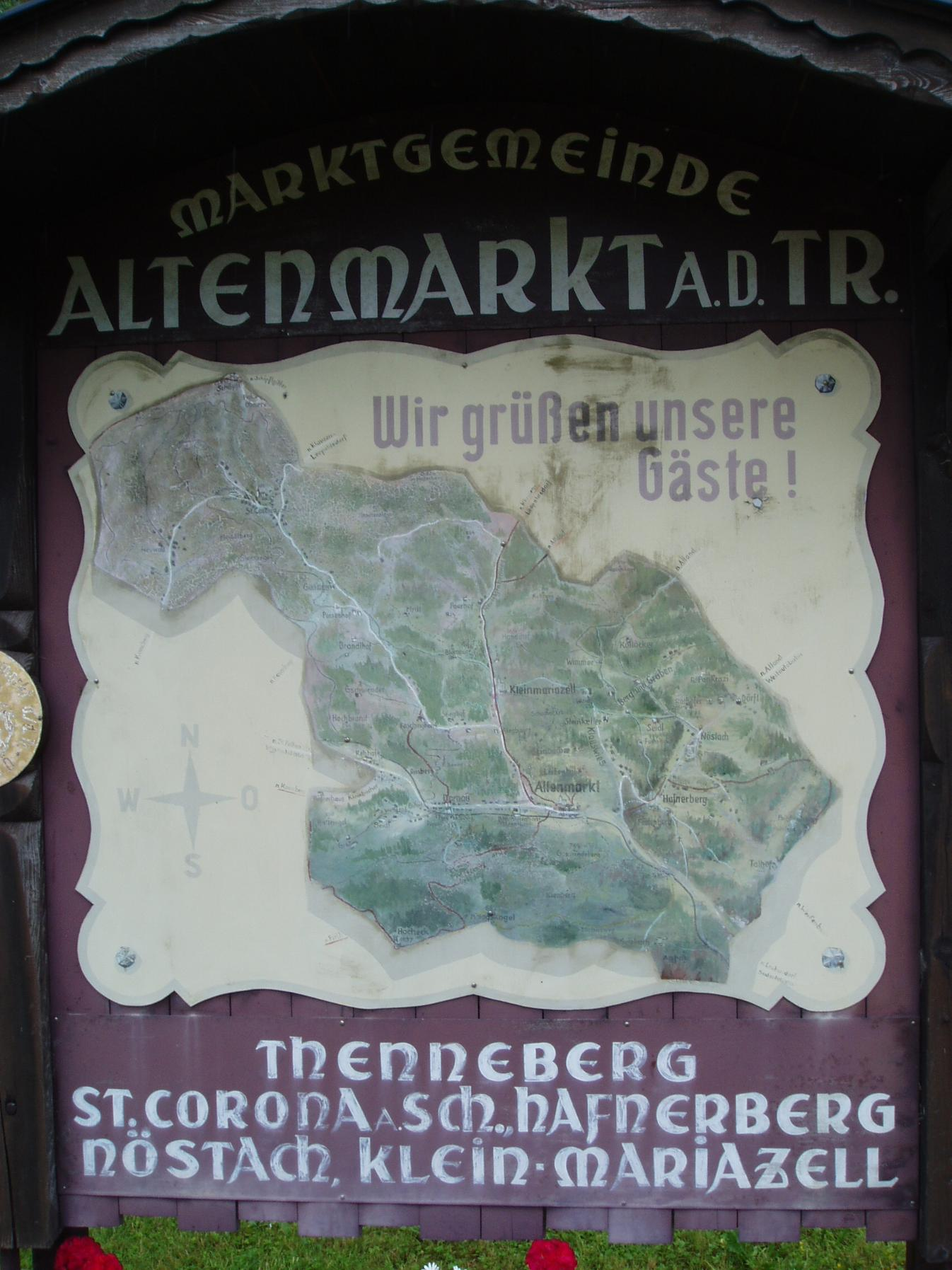
Karte der Marktgemeinde

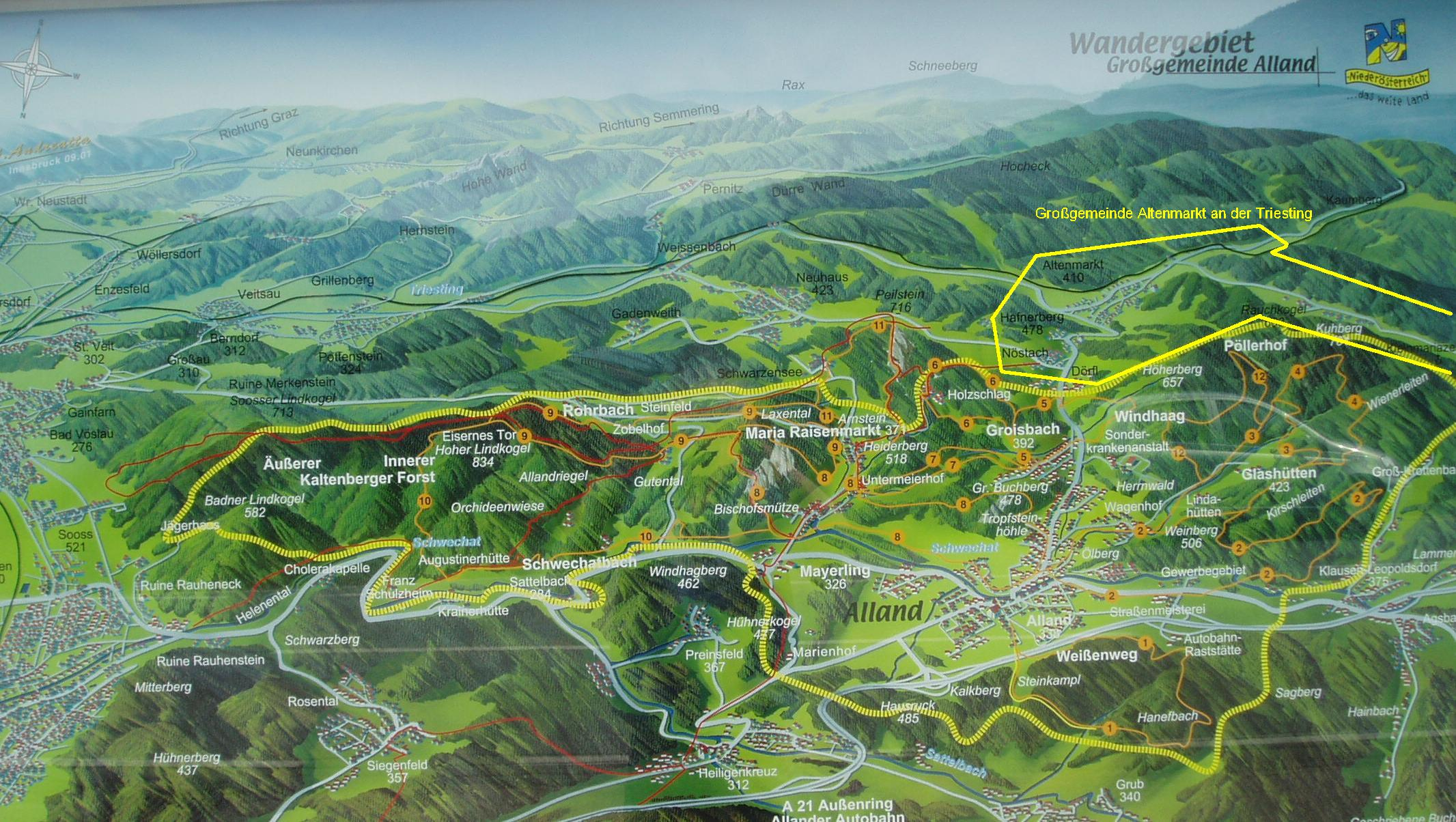
Wanderkarte Alland Altenmarkt

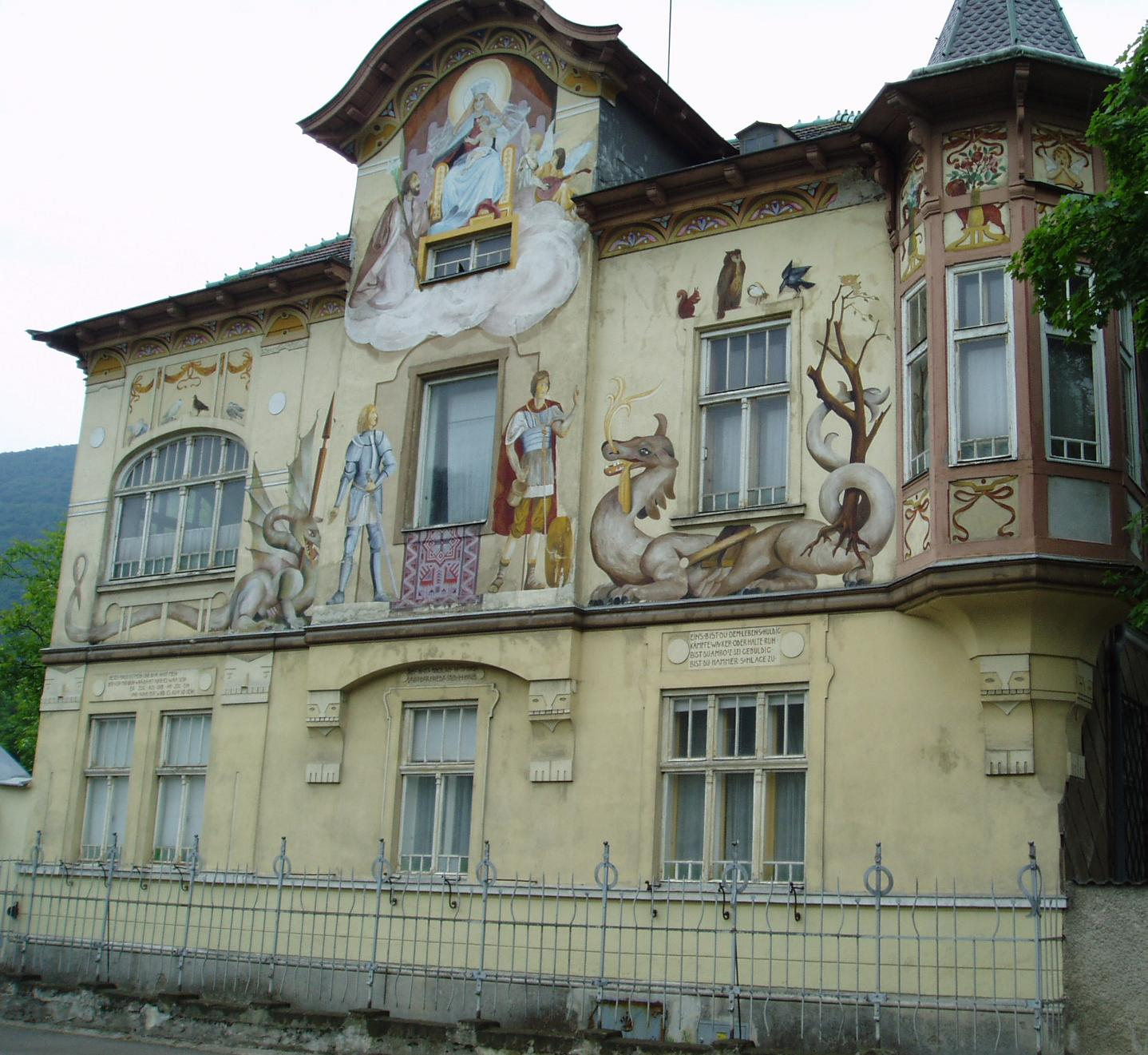
Bemaltes Erkerhaus in Altenmarkt

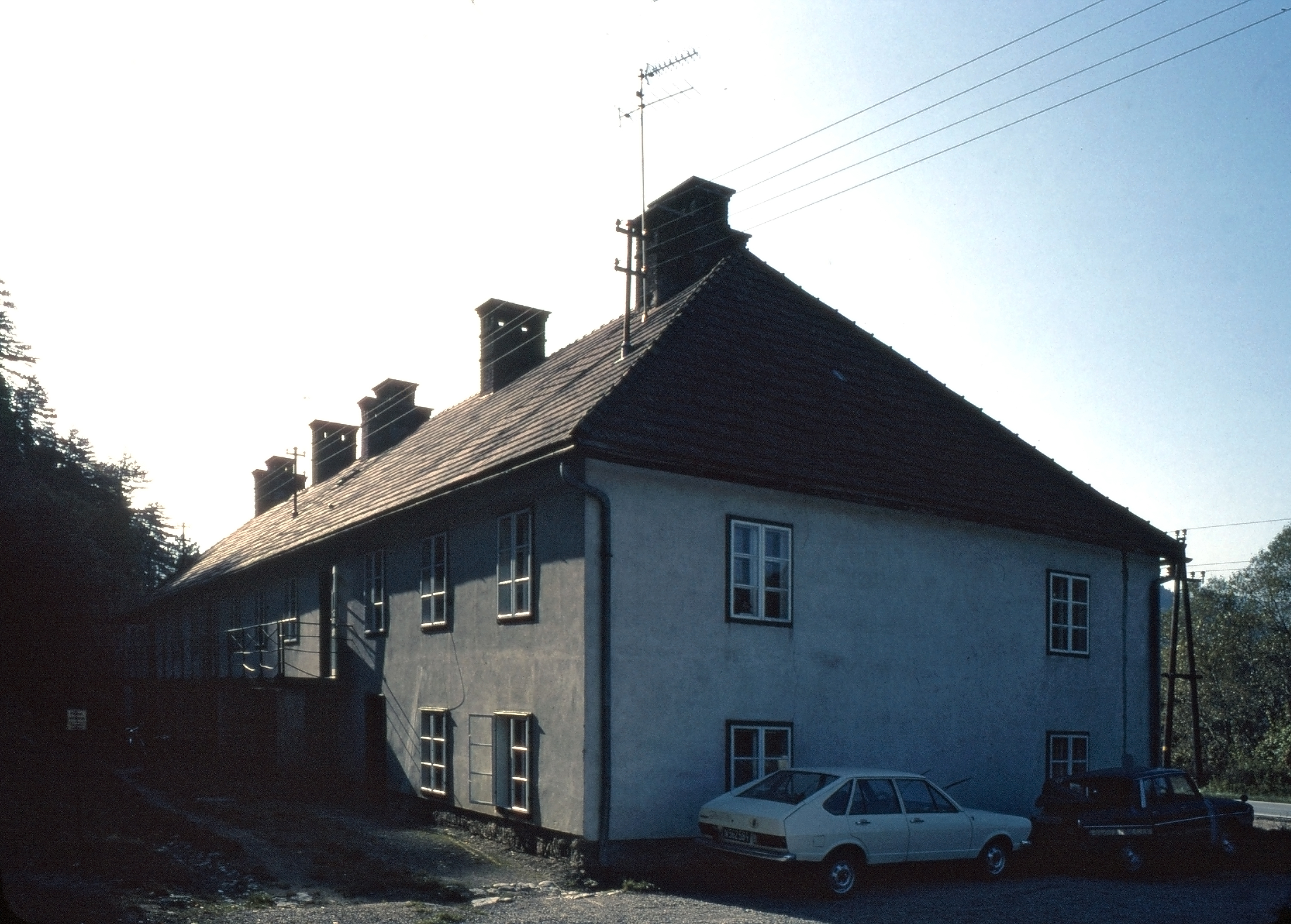
Auf die frühen Fabriken von Taßhof zurückgehendes Arbeiterwohnhaus (Aufnahme 1982)

Siehe auch: Geschichte des Wienerwalds.
Altenmarkt gehörte so wie Nöstach-Hafnerberg und Thenneberg der Herrschaft des 1134 oder 1136 gegründeten Benediktinerstiftes Mariazell in Österreich – dem heutigen Klein-Mariazell – an.
Das ca. 8 km nordwestlich gelegene, als Holzhauersiedlung errichtete Sankt Corona hat eine eigene geschichtliche Entwicklung.
Altenmarkt hatte sich schon seit längerer Zeit – vor allem durch die Wasserkraft der Triesting – zu einem wirtschaftlichen Mittelpunkt der Region entwickelt, hatten sich hier doch im Gegensatz zu den umliegenden Orten, die durchwegs bäuerlich besiedelt waren, vor allem Handwerker und Kaufleute angesiedelt. Aus diesem Grund ersuchte Abt Michael I. den späteren Kaiser Friedrich III. jeden Samstag hier einen Wochenmarkt abhalten zu dürfen, was ihm auch gewährt wurde. Das diesbezügliche Privileg wurde im Jahre 1448 ausgestellt.
Nach dem großen Türkeneinfall des Jahres 1529 – in dessen Folge das Land verheert, drei Mönche des Klosters von den Eindringlingen ermordet, und die Bevölkerung stark dezimiert wurde – kam der Markt jedoch wieder ab und konnte trotz eifriger Bemühungen, vor allem von Abt Valentin Stambler (1618–1653), nicht mehr eingeführt werden.
Auch der zweite und dritte Einfall der Türken 1532 und 1683 hatte auf das Triestingtal nachhaltige Wirkung: Das Kloster wie auch die Häuser der umliegenden Ortschaften wurden niedergebrannt. Der Bevölkerungsverlust wurde durch Zuwanderungen aus anderen Ländern des Habsburgerreichs um 1694 wieder wettgemacht. St. Corona wurde besiedelt.
Das Stift litt aber auch bis ins 17. Jahrhundert hinein am Geist der Reformation: Streitigkeiten mit protestantischen Grundherren der Umgebung und Mangel an Geistlichen führte so weit, dass die Kirchen in Altenmarkt und Nöstach nicht mehr mit Priestern besetzt werden konnten, und oft der Abt der einzige Geistliche im Kloster war.
Die Gottesdienste wurden daher in dieser Zeit in der Pfarrkirche St. Thomas, die sich im Stift befand, gehalten. Die anderen Gotteshäuser wurden vernachlässigt.
Das 18. Jahrhundert brachte Industrie ins Triestingtal – was für die Gemeinde Altenmarkt sich insbesondere ab 1802 in der an der Triesting gelegenen Rotte Taßhof widerspiegelte: durch die Errichtung einer bis 1841 bestehenden Metallwarenfabrik, zwischen 1819 und ca. 1825 ergänzt um eine Weißbleiche, die ihrerseits in der Folge zu einer Baumwollspinnerei ausgebaut bzw., nach einem Brand, 1828 neu gebaut wurde und bis 1865 in Betrieb stand.
Die wirtschaftlichen wie auch kulturellen Auswirkungen: im Barockstil wurden Stuckdecken, Fassaden und Kirchen ausgestaltet und neue Kirchenbauten 1719–1721 in St. Corona, 1729–1745 am Hafnerberg und 1754–1774 in der Dornau in Thenneberg errichtet. In Nöstach und Thenneberg entstehen Gaststätten und Häuserrotten, in St. Corona eine Schule.
1844 entstand in Altenmarkt eine Poststation, die allerdings 1877 wegen des Baues der Leobersdorfer Bahn wieder aufgelöst wurde.
1848 erfolgte die Aufhebung der Grundherrschaft, die politischen Bezirke und Gemeinden wurden gebildet, und in den folgenden Jahren auch hier erstmals Bürgermeister gewählt.
1875 Im Haus Nr. 64 entstand ein Gendarmerieposten, der bis 1972 bestehen blieb.
1883 wurde das heutige Haus Nr. 61 als Postamt erbaut und zugleich der Postsparkassendienst eingeführt.
1891 wurde die Freiwillige Feuerwehr Altenmarkt in einem Requisitenhaus aus Holz neben der Post gegründet. Der erste Hauptmann war der Bäckermeister Leopold Weninger.
1921 wurden schließlich Altenmarkt und Thenneberg ans Telefonnetz angeschlossen.
Die Feuerwehr zog 1928 in ein gemauertes Gebäude am Ort des alten Requisitenhauses. Dieses wurde von der Feuerwehr bis 1989 benützt, ehe diese ihr neues Haus jenseits der Triesting beim Bahnübergang bezog.
Laut Adressbuch von Österreich waren im Jahr 1938 in Altenmarkt ein Arzt, ein Verkehrsunternehmer,  zwei Bäcker, ein Baustoffhändler, ein Binder, ein Bürstenbinder, ein Fleischer, zwei Friseure, vier Gastwirte, fünf Gemischtwarenhändler, zwei Hebammen, ein Heuhändler, zwei Holzhändler, ein Sattler, ein Schlosser, drei Schneider, zwei Schuster, ein Sodawassererzeuger, ein Spengler, ein Trafikant, ein Tischler, ein Viehhändler, ein Zuckerbäcker und mehrere Landwirte ansässig. Weiters gab es im Ort zwei Sägewerke, ein Kino und eine Sparkasse.
1945 gegen Ende des Krieges, im April, setzten vor allem am Hafnerberg, in Nöstach und St. Corona noch heftige Kampfhandlungen ein. Dabei wurde die Hafnerbrücke, eine schöne auf drei Gewölbebögen ruhende Brücke, von der sich zurückziehenden deutschen Wehrmacht gesprengt; die Reste sind heute noch deutlich zu sehen. Das Hocheck-Schutzhaus wurde von den Russen niedergebrannt und der Altenmarkter Pfarrer Leopold Wieshaupt erschossen. Siehe auch Geschichte Allands.
Im Zuge der 1972 vollendeten Gemeindereform wurden Altenmarkt, Nöstach, Kleinmariazell, Thenneberg und St. Corona – und auch deren Ämter und Schulen – in Altenmarkt zusammengelegt.
Die 1970er Jahre bis in die 1990er Jahre waren geprägt von Landflucht, Greißler- und Bauernsterben, Flüchtlingsansiedelung aus dem Ostblock, aber auch durch wirtschaftlichen Aufstieg und den Bau von Fußballplatz, Tennisanlage, Mehrzweckhalle und Kanalnetz.
Teile der Marktgemeinde wurden immer wieder vom Hochwasser der Triesting und ihrer Zubringer in Mitleidenschaft gezogen (zuletzt 1846, 1848, 1850, 1901, 1913, 1926, 1944, 1966, 1991, 1997 und 2002).

### Einwohnerentwicklung
| Altenmarkt an der Triesting: Einwohnerzahlen von 1869 bis 2025 | Altenmarkt an der Triesting: Einwohnerzahlen von 1869 bis 2025 | Altenmarkt an der Triesting: Einwohnerzahlen von 1869 bis 2025 | Altenmarkt an der Triesting: Einwohnerzahlen von 1869 bis 2025 | Altenmarkt an der Triesting: Einwohnerzahlen von 1869 bis 2025 |
| -------------------------------------------------------------- | -------------------------------------------------------------- | -------------------------------------------------------------- | -------------------------------------------------------------- | -------------------------------------------------------------- |
| Jahr                                                           |                                                                |                                                                |                                                                | Einwohner                                                      |
| 1869                                                           | 1869                                                           |                                                                | 2.044                                                          | 2.044                                                          |
| 1880                                                           | 1880                                                           |                                                                | 2.280                                                          | 2.280                                                          |
| 1890                                                           | 1890                                                           |                                                                | 2.133                                                          | 2.133                                                          |
| 1900                                                           | 1900                                                           |                                                                | 2.355                                                          | 2.355                                                          |
| 1910                                                           | 1910                                                           |                                                                | 2.385                                                          | 2.385                                                          |
| 1923                                                           | 1923                                                           |                                                                | 2.263                                                          | 2.263                                                          |
| 1934                                                           | 1934                                                           |                                                                | 2.233                                                          | 2.233                                                          |
| 1939                                                           | 1939                                                           |                                                                | 2.077                                                          | 2.077                                                          |
| 1951                                                           | 1951                                                           |                                                                | 1.965                                                          | 1.965                                                          |
| 1961                                                           | 1961                                                           |                                                                | 1.858                                                          | 1.858                                                          |
| 1971                                                           | 1971                                                           |                                                                | 1.754                                                          | 1.754                                                          |
| 1981                                                           | 1981                                                           |                                                                | 1.733                                                          | 1.733                                                          |
| 1991                                                           | 1991                                                           |                                                                | 2.060                                                          | 2.060                                                          |
| 2001                                                           | 2001                                                           |                                                                | 2.052                                                          | 2.052                                                          |
| 2011                                                           | 2011                                                           |                                                                | 2.170                                                          | 2.170                                                          |
| 2021                                                           | 2021                                                           |                                                                | 2.164                                                          | 2.164                                                          |
| 2025                                                           | 2025                                                           |                                                                | 2.154                                                          | 2.154                                                          |
| Quelle(n): Statistik Austria, Gebietsstand 1.1.2021            |                                                                |                                                                |                                                                |                                                                |

## Kultur und Sehenswürdigkeiten
- Basilika Klein-Mariazell

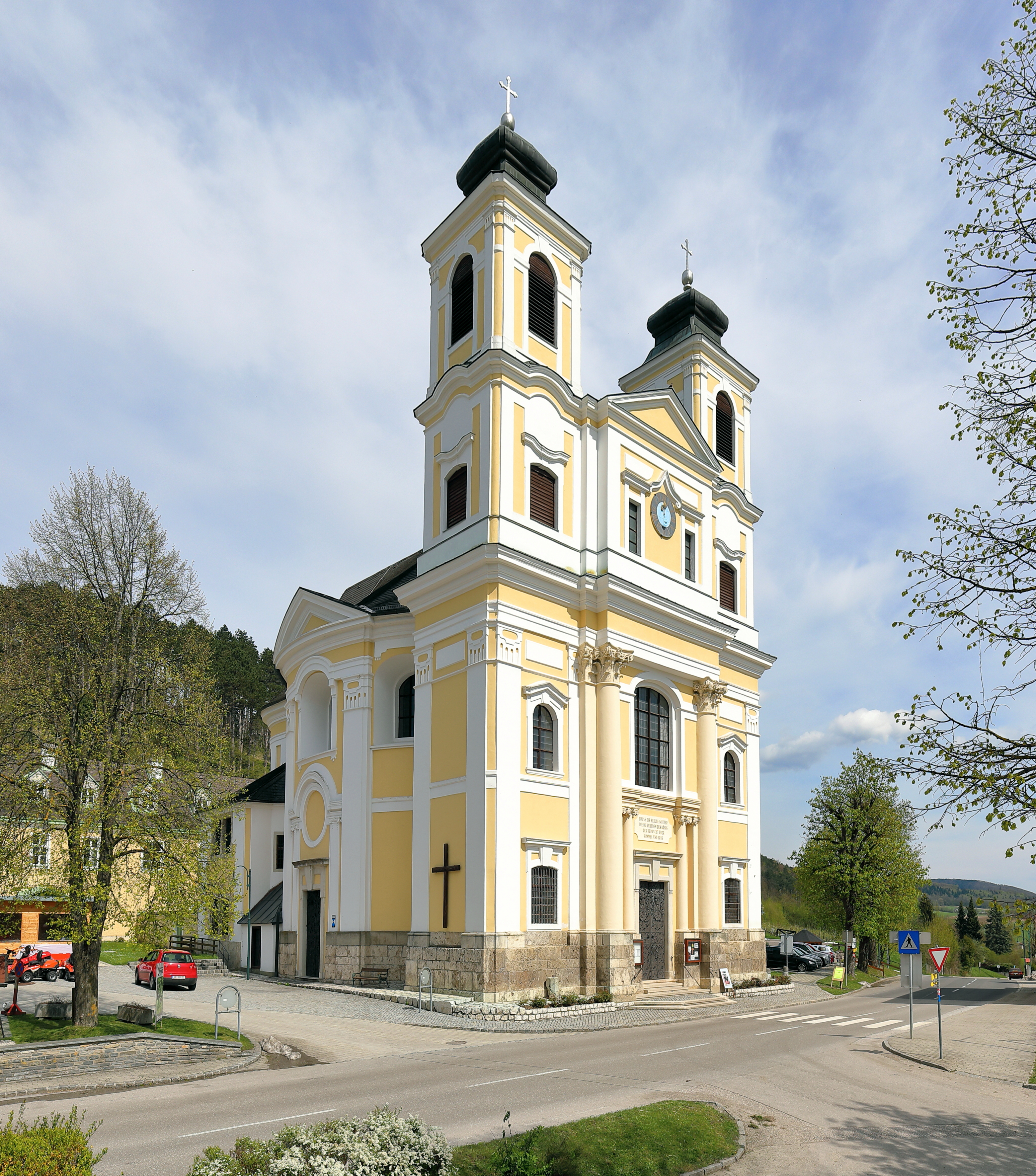
Wallfahrtskirche Hafnerberg

- Pfarrkirche Altenmarkt an der Triesting
- Wallfahrtskirche Hafnerberg
- Wallfahrtskirche Dornau
- Pfarrkirche St. Corona am Schöpfl

## Wirtschaft und Infrastruktur

### Bildung
In Altenmarkt befindet sich ein Kindergarten und eine Volksschule.

### Verkehr
An das Schienennetz war der Ort bis 2004 über den Bahnhof Altenmarkt an der Triesting der Leobersdorfer Bahn angeschlossen, die in diesem Streckenabschnitt eingestellt wurde.

## Politik

### Gemeinderat
Der Gemeinderat hat 21 Mitglieder.
- Nach den Gemeinderatswahlen in Niederösterreich 1990 hatte der Gemeinderat folgende Verteilung: 12 ÖVP, 5 SPÖ, 3 FPÖ und 1 GAA.
- Nach den Gemeinderatswahlen in Niederösterreich 1995 hatte der Gemeinderat folgende Verteilung: 13 ÖVP, 5 SPÖ und 3 FPÖ.[8]
- Nach den Gemeinderatswahlen in Niederösterreich 2000 hatte der Gemeinderat folgende Verteilung: 14 ÖVP, 6 SPÖ und 1 FPÖ.[9]
- Nach den Gemeinderatswahlen in Niederösterreich 2005 hatte der Gemeinderat folgende Verteilung: 14 ÖVP und 7 SPÖ.[10]
- Nach den Gemeinderatswahlen in Niederösterreich 2010 hatte der Gemeinderat folgende Verteilung: 16 ÖVP, 4 SPÖ, und 1 FPÖ.[11]
- Nach den Gemeinderatswahlen in Niederösterreich 2015 hatte der Gemeinderat folgende Verteilung: 15 ÖVP, 4 SPÖ, und 2 FPÖ.[12]
- Nach den Gemeinderatswahlen in Niederösterreich 2020 hatte der Gemeinderat folgende Verteilung: 15 ÖVP, 4 SPÖ, und 2 FPÖ.[13]
- Nach den Gemeinderatswahlen in Niederösterreich 2025 hat der Gemeinderat folgende Verteilung: 13 ÖVP, 4 FPÖ, 3 SPÖ und 1 D.U..[14]

### Bürgermeister
- 1994–2007 Alois Nöstler (ÖVP)[15]
- seit 2007 Josef Balber (ÖVP)

## Persönlichkeiten

### Söhne und Töchter der Gemeinde
- Johann Blieberger (* 1961), Professor an der TU-Wien, Autor eisenbahnhistorischer Fachbücher
- Karl Luze (1864–1949), k.u.k. Hof-Kapellmeister; 1903–1918 Erster Dirigent und Leiter der K.u.K. Hof-Musik-Kapelle
- Josef Tölk (1861–1927), Architekt
- Franz Schulz (1891–1956), Politiker

### Personen mit Bezug zur Gemeinde
- Thomas Aigner (* 1973), Historiker
- Josef Balber (* 1962), Bürgermeister und Abgeordneter zum Landtag von Niederösterreich
- Matthias Schorn (* 1982 in Bad Vigaun), Soloklarinettist der Wiener Philharmoniker, wohnhaft in Altenmarkt